# Scheldeprijs 2003
De 91e editie van de Scheldeprijs werd gereden op woensdag 16 april 2003 over een afstand van 200 km. Landbouwkrediet-renner Ludovic Capelle won de wedstrijd voor Jaan Kirsipuu en Steffen Radochla.

## Uitslag
| rang | renner            | land       | tijd       |
| ---- | ----------------- | ---------- | ---------- |
| 1    | Ludovic Capelle   | België     | 4u 40' 00" |
| 2    | Jaan Kirsipuu     | Estland    | z.t.       |
| 3    | Steffen Radochla  | Duitsland  | z.t.       |
| 4    | Servais Knaven    | Nederland  | z.t.       |
| 5    | Erik Zabel        | Duitsland  | op 0.01    |
| 6    | Jo Planckaert     | België     | z.t.       |
| 7    | Allan Bo Andresen | Denemarken | z.t.       |
| 8    | Franck Pencolé    | Frankrijk  | z.t.       |
| 9    | Frank Høj         | Denemarken | z.t.       |
| 10   | Eric Baumann      | Duitsland  | z.t.       |